# Cunardo
Cunardo (lombardul: Cunard) település Olaszországban, Varese megyében. Lakosainak száma 2880 fő (2023. január 1.). Cunardo Bedero Valcuvia, Cugliate-Fabiasco, Ferrera di Varese, Masciago Primo, Valganna és Grantola községekkel határos.

## Népesség
A település népességének változása:
| Lakosok száma | 2917 | 2969 | 2880 |
|               | 2017 | 2018 | 2023 |